# Товариство української культури в Австрії

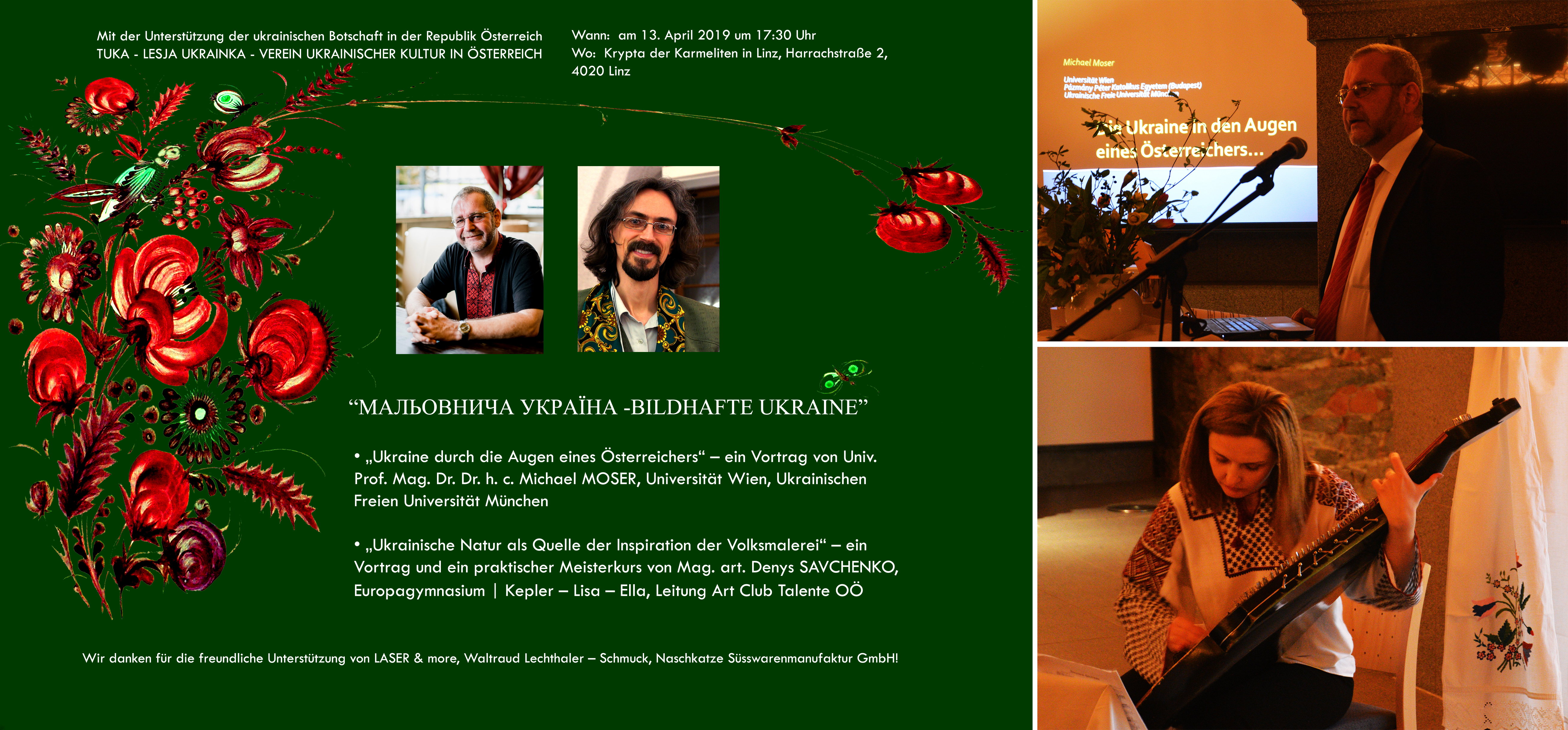
Вечір української культури «Мальовнича Україна», м. Лінц, 13 квітня 2019 року.

Товариство української культури в Австрії „ТУКА - Леся Українка“ (скор. ТУКА) — громадська, неполітична, позаконфесійна та некомерційна організація, започаткована в Лінці (Верхня Австрія) у 2018 році.
Мета товариства – формування позитивного іміджу України як країни з багатою культурою та прекрасними традиціями, просування української культури в контексті європейських культур та створення творчих проектів спільно з культурними організаціями Австрії та Європи. 

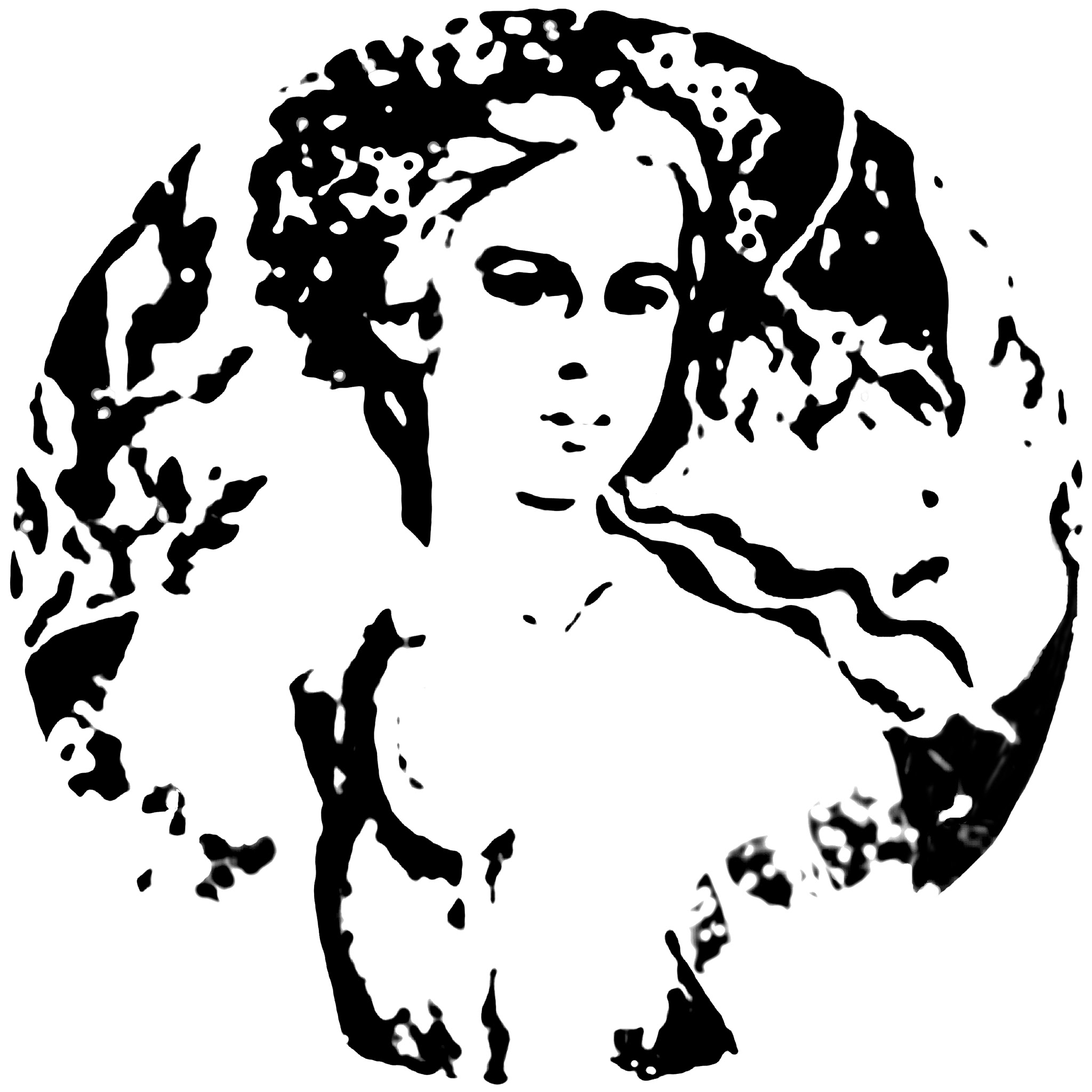
Логотип ТУКА

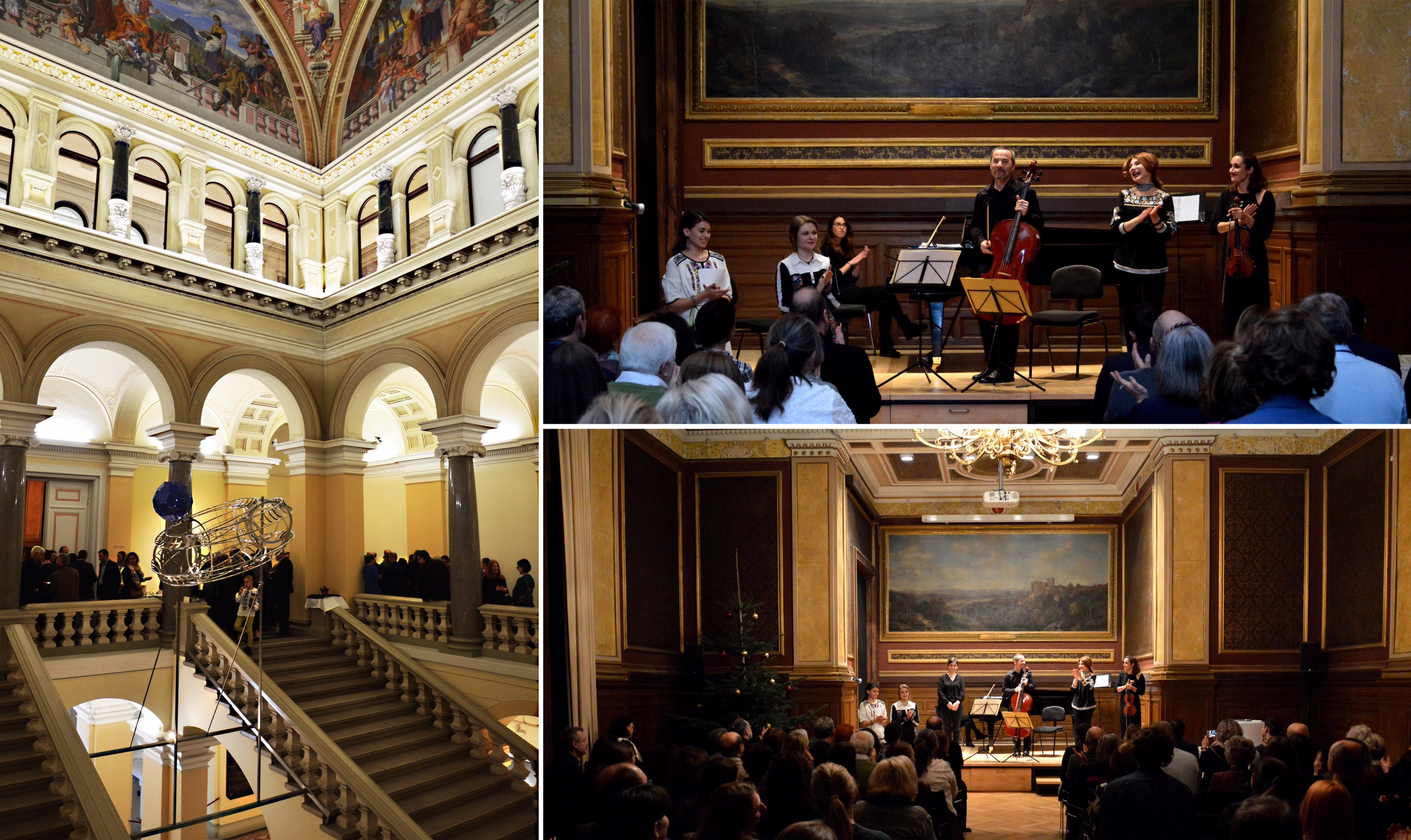
Концерт камерної музики «Думки», м.Лінц, 14 грудня 2019 року.

Товариство засновано і функціонує на засадах волонтерської діяльності і складається з простих, надзвичайних і почесних членів та відкрито для членства.
Головою товариства з 2018 року є MMag. art. Інна Савченко, лауреат престижних міжнародних конкурсів та фестивалів, доцент кафедри сольного співу Reiman Akademie.